# حسین آقایان
حسین آقایان از سیاستمداران ایرانی بود، که در دوره‌های پنجم و ششم بعنوان نماینده شاهرود در مجلس شورای ملی حضور داشت.